# Орден Жеребца
Орден Жеребца (фр. Ordre de l’Etalon), до 2017 года — Национальный орден Буркина-Фасо (фр. Ordre national du Burkina Faso) — высшая государственная награда Буркина-Фасо.

## История
Национальный орден Буркина-Фасо учреждён декретом № 93-256 от 6 августа 1993 года с предназначением вознаграждать граждан Буркина-Фасо за выдающиеся заслуги в гражданской и военной службе и профессиональном труде на пользу нации. Орденом также могут награждаться иностранные граждане. Этот же декретом были упразднены все действовавшие до этого государственные награды. При этом все лица, награждённые ранее Национальным орденом Верхней Вольты, орденом Золотой звезды Нахури и орденом Факела Революции были признаны кавалерами нового ордена соответствующих степеней. Им разрешалось носить знаки отменённых орденов, но при награждении более высокой степенью нового ордена прежние знаки снимать.
Великим магистром ордена является действующий президент страны. Текущие дела ордена находятся в ведении Великой канцелярии буркинийских орденов (фр. Grande chancellerie des ordres burkinabè) во главе с Великим канцлером. Кандидатуры к награждению рассматриваются в Совете ордена, после чего представляются на утверждение Великому магистру.
Статут ордена пересматривался в 1997 и 2009 годах. В ходе реформы государственной наградной системы в 2017 году Национальный орден был переименован в орден Жеребца, в честь одного из национальных символов.

## Степени ордена
Орден Жеребца подразделяется на 5 степеней:
 Кавалер Большого креста (фр. Grand'croix) — знак на широкой ленте через плечо и звезда на левой стороне груди;
 Великий офицер (фр. Grand officier) — знак на ленте с розеткой, на левой стороне груди и звезда на правой стороне груди;
 Командор (фр. Commandeur) — знак на ленте, носимый на шее;
 Офицер (фр. Officier) — знак на ленте с розеткой, носимый на левой стороне груди;
 Кавалер (фр. Chevalier) — знак на ленте, носимый на левой стороне груди.

## Условия награждения
Награждения производятся последовательно, начиная с кавалерской степени.
Представленными к награждению орденом могут быть лица, отличившиеся особыми заслугами в течение не менее 15 лет государственной гражданской или военной службы или 15 лет профессионального трудового стажа. Кандидаты к награждению не должны быть моложе 33 лет и юридически не ограничены в гражданских правах. В исключительных случаях эти требования могу игнорироваться.
Получение офицерской и командорской степени ордена возможно не ранее 5 лет после получения кавалерской или офицерской степени (до 2008 года — 8 и 6 лет соответственно), степени Великого офицера — не ранее 4 лет после получения степени командора, и Большого креста — не ранее 3 лет после степени Великого офицера. При награждении за подвиги мужества или экстраординарные заслуги межнаградной срок может быть сокращён вполовину. Иностранцы освобождены от этих ограничений, в том числе могут быть награждены сразу старшими степенями ордена, минуя младшие.
В исключительных случаях орден может быть пожалован посмертно.
Статут ордена устанавливает ограничение на число ежегодных награждений орденом Жеребца. Число представленных к ордену граждан Буркина-Фасо не должно превышать 100 человек, иностранцев — 25 человек. В экстраординарных случаях позволено превышать эту квоту.
В случае неподобающего поведения награждённые могут быть лишены ордена.
Новоизбранный президент Буркина-Фасо при вступлении в должность принимает на себя звание Великого магистра ордена и жалуется Большим крестом ордена. Для Великого магистра ордена установлено особое отличие — орденская цепь, которая также является символом президентской власти и передаётся следующему новоизбранному президенту.

## Знаки ордена
Внешний вид знаков Национального ордена установлен декретом № 96-088 от 2 апреля 1996 года. После переименования в 2017 году знаки ордена не претерпели изменений.
Знак ордена — пятиконечная звезда с ободком зелёной эмали, наложенная на венок из двух стеблей просо. Лучи знака обременены изображениями раскрывшихся бутонов хлопчатника белой эмали. В центре лицевой стороны знака круглый зубчатый медальон с широким ободком красной эмали и зубцами белой эмали. В центральной части медальона — изображение головы лошади ¾ влево. На ободке медальона: в нижней части — полувенок из лавровых ветвей, в верхней части — надпись «ORDRE NATIONAL». Оборотная сторона знака гладкая без эмалей. В центре оборотной стороны выпуклое изображение герба Буркина-Фасо, в верхней части (на початках кукурузного венка) — выпуклая надпись «ORDRE NATIONAL DU BURKINA FASO». К верхнему лучу знака крепится кольцо для орденской ленты.
Знак кавалера — посеребрённый, остальных степеней — позолоченный.
Размеры знаков кавалеров и офицеров — 42 мм, командоров и кавалеров Большого креста — 60 мм.
Звезда ордена восьмиконечная с наложенным на центр знаком ордена большого размера. Звезда Большого креста — позолоченная, Великого офицера — серебряная. Диаметр звезды — 90 мм.
Цепь ордена состоит из 15 чередующихся звеньев: 7 медальонов в виде государственного герба Буркина-Фасо и 8 медальонов с изображением основных видов трудовой деятельности жителей Буркина-Фасо. Центральное звено цепи, к которому крепится знак ордена, представляет собой изображение герба Буркина-Фасо. На оборотной стороне медальонов вырезаются имена избранных президентов страны и даты их правления.
Лента ордена из двух равновеликих горизонтальных полос красного и зелёного цвета. К ленте офицера крепится розетка диаметром 27 мм из такой же ленты. Ширина ленты Большого креста — 101 мм, остальных степеней — 37 мм. На ленту в месте стыка полос крепится позолоченная пятиконечная звёздочка (на ленте Большого креста — диаметром 22 мм).